# 买买提·热衣木
买买提·热衣木（1928年—）维吾尔族，新疆喀什市人。编辑家。

## 生平
1928年出生。1950年到1955年在新疆公安干校任职，历任教员、教务科副科长、教研室主任等职务。1955年，赴北京《中国穆斯林》杂志编辑部任职，负责此杂志维吾尔文版的编译工作。1962年，至新疆人民出版社维吾尔文编辑部负责编译工作。他曾经负责维吾尔文月刊《世界文学》的编辑工作。1983年，被评为副编审。1987年退休。
作为责任编辑，他曾经编发《希腊神话和传说》（上、下册）、《基度山伯爵》（1－4册）。他曾经翻译《福尔摩斯探案选集》等图书。他翻译的《还是那双眼睛》1984年获得新疆优秀翻译作品一等奖。他还参与了《汉维简明词典》、《大众农业词典》等辞书的编译工作。他是中国作家协会新疆分会会员。